# Sandinista!
Sandinista! es el cuarto álbum de estudio de la banda de británica de punk The Clash, lanzado en diciembre de 1980 por los sellos CBS y Epic Records, y producido por la banda y el músico jamaiquino Mikey Dread. 
Lanzado un año después de London Calling, el álbum es diferente a lo acostumbrado en la época, ya que era el primer álbum triple de la banda y uno de los pocos de su tipo que lograron ser exitosos; además de su eclecticismo, ya que contenía una inmensa variedad de temas y estilos, contando con 6 canciones por cada una de las 6 caras.
Las grabaciones del álbum se realizaron en el Reino Unido, Estados Unidos y Jamaica, a lo largo de 1980, lo cual también explica la riqueza estilística del álbum, que abarca géneros como el post-punk, el new wave, el pop, y el dub, además del rap, el calypso, el gospel, entre otros géneros. Por ese motivo se considera como disco pionero del world music de los años 80.
Cuatro canciones de las sesiones que dieron lugar a Sandinista! fueron lanzadas como sencillos: "Bankrobber" (no incluida en el álbum), "The Call Up", "Hitsville UK", y "The Magnificent Seven". A pesar de haber antecedentes de rap hecho por artistas blancos, el sencillo se considera como la primera canción del estilo lanzada como sencillo por una banda de artistas blancos.
Si bien el álbum logró ser exitoso, con disco de oro en los Estados Unidos, no alcanzó el nivel de éxito ni de influencia que su antecesor sí. Por primera vez, la dupla compositiva de Strummer/Jones fue reemplazada por créditos para toda la banda, además de disminuir el porcentaje de regalías a cambio de lanzar un álbum triple a bajo precio.
En el 2020 el álbum fue ubicado en el puesto 323 de los mejores 500 álbumes de todos los tiempos, por la revista Rolling Stone. Así mismo fue elogiado por publicaciones como The Village Voice, que lo eligió álbum del año, Slant Magazine, y la propia Rolling Stone, que le dio calificación perfecta.

## Contexto

### Grabación
El álbum fue grabado durante 1980 en Londres, Mánchester, Jamaica y Nueva York y producido por la propia banda, especialmente por Joe Strummer y Mick Jones. Las versiones dub de algunas canciones fueron realizadas por Mikey Dread, quien ya había colaborado con la banda en su sencillo "Bankrobber" de 1980.
Cuando la grabación comenzó en Nueva York, el bajista Paul Simonon se encontraba ocupado grabando una película por lo cual fue reemplazado brevemente por el bajista de Ian Dury & the Blockheads, Norman Watt-Roy. Esto fue razón de conflicto cuando Watt-Roy y el tecladista Mick Gallagher, su compañero en los Blockheads, reclamaron ser en parte responsables de la composición del tema "The Magnificent Seven". Además, Dread se ofendió por no haber sido acreditado como productor del álbum. 
Otros invitados en la grabación fueron el actor Tim Curry (que colaboró haciendo la voz de un cura en "The Sound of Sinners"), la cantante Ellen Foley (novia de Jones en esa época), el guitarrista de Richard Hell Iván Julián, y Tymon Dogg, amigo de Strummer, quien tocó el violín, cantó y se le acredita el haber compuesto el tema "Lose This Skin". Dogg luego se uniría a la banda de Strummer The Mescaleros. Los hijos de Mickey Gallagher también formaron parte de la grabación cantando juntos una versión alternativa de "Career Opportunities" del primer álbum de la banda, y su hija Maria, cantando parte de "The Guns of Brixton", de London Calling, al final del tema "Broadway".
En Sandinista! por primera vez los créditos tradicionales atribuidos por la banda a la composición (Strummer/Jones) fueron reemplazados por The Clash. Este fue también el único álbum de la banda en el cual los cuatro miembros cantaron algún tema.

## Contenido
En el Dead Wax o vinilo muerto, zona que está entre la etiqueta y la última canción de cada lado de un vinilo, en los tres discos aparecen distintas palabras en los seis lados:
Lado 1: IN SPACE... (en el espacio...)
Lado 2: ...NO ONE... (nadie...)
Lado 3: ...CAN... (puede...)
Lado 4: ...HEAR... (oír...)
Lado 5: ...YOU... (te...)
Lado 6: ...CLASH ! (¡chocarǃ...)

### Título
El título Sandinista!, que en español tendría dos signos de exclamaciónː "¡Sandinistaǃ", proviene de la denominación popular que reciben los miembros de una organización guerrillera izquierdista del país centroamericano de Nicaragua, llamado oficialmente Frente Sandinista de Liberación Nacional, que en 1979 había derrocado al dictador Anastasio Somoza, que estaba en el poder desde 1974 y contaba con el apoyo de Nixon y luego de Ford y Carter.
Con respecto a éste asunto, el número de catálogo de la edición original en vinilo es EPIC E3X 37037 más otro código que figura en el lomo de la portada: FSLN I, sigla que hace referencia al sandinismo.

### Portada
La foto de cubierta del álbum muestra a un retrato a blanco y negro de los cuatro integrantes de la banda, posando delante un muro de ladrillos. La portada contiene los nombres del disco y la banda en letras rojas. El nombre del álbum está en la parte superior y el de la banda en la inferior, flanqueado por dos estrellas rojas.

### Temática
El álbum aborda diversidad de temas, como la guerra, la geopolítica, entre otros. En éste sentido los temas Ivan Meets G.I. Joe, Washington Bullets y Brodway, abordan éstas temáticas. Otra factor importante en la temática fue la influencia jamaiquina en el sonido de la banda, manifestado en los temas Junco Partner y Let's Go Crazy, entre otros.
El álbum abre con The Magnificent Seven, que fusiona el rock con el rap. Al respecto los miembros de la banda han dicho que se inspiraron en la escena musical neoyorquina hip hop de finales de los 70, específicamente en un viaje que realizaron a esta ciudad en 1979, donde "quedaron fascinados" con el estilo de los artistas the Sugarhill Gang y Grandmaster Flash & the Furious Five.
Hitsville Uk abarca la emergencia en el Reino Unido de una escena indie, en contraste con la música de alto consumo de la época. Tomó su nombre del sobrenombre que recibieron en los años 60 las instalaciones de la disquera Motown, a la que se apodaba Hitsville USA; y además menciona en sus letras nombres de disqueras independientes británicas de la época como Small Wonder, Factory y Rough Trade, a las que pertenecían entre otras, Joy Division, Siouxsie and the Banshees, y The Cure.
Junco Partner es una versión en reggae de una canción tradicional estadounidense de blues. La banda realizó otra versión en dub, que aparece en el álbum como Version Pardner. En Ivan Meets G.I. Joe (que surgió de una broma sobre las preferencias populares en la época), evoca una batalla de baile entre los soviéticos (Ivan) y los estadounidenses (G.I. Joe), que abandonan la guerra química en favor de la musical. La sigla G.I. designa a los soldados estadounidenses en campaña internacional.
En Washington Bullets se hace referencia a conflictos y controversias mundiales en las que movimientos o partidos izquierdistas tuvieron participación importante como en Nicaragua, Chile, Cuba, Afganistán y el Tíbet. Con respecto a los primeros tres países, Strummer, autor de las letras, se manifestó a favor de lo que considera movimientos populares de izquierda; sin embargo, respecto a los dos últimos (Afganistán y el Tíbet), criticó abiertamente a los gobiernos comunistas de la URSS y de China por sus acciones imperialistas. "Washington Bullets" es la obra política más extensa y específica de Joe Strummer.

## Lanzamiento y promoción
El álbum fue acompañado por 3 sencillos, uno promocional y dos extraídos del álbumː The Call Up, lanzado el 28 de noviembre de 1980; y Hitsville Uk, publicado el 16 de enero, y The Magnificent Seven, del 10 de abril de 1981. Un cuarto sencillo se extrajo de las sesiones del álbum pero no se publicó en el trabajo finalː Bankrobber, que fue publicado meses antes del lanzamiento, el 8 de agosto de 1980, pero que sí apareció en la compilación Black Market Clash. 
Al igual que con London Calling, la banda engañó a su compañía discográfica para lograr un acuerdo con el que fuera posible lanzar un álbum triple pero a un precio razonable para el público; existen al respecto dos versiones. Una versión cuenta que los miembros de la banda pidieron incluir de manera gratuita un sencillo para un álbum doble, logrando de esta manera imprimir tres discos antes de que los ejecutivos de la compañía discográfica se dieran cuenta del engaño.
Por otro lado, otra versión señala que la banda renunció a sus ganancias por el álbum para reducir el precio de venta del disco triple, aunque se sabe que en la realidad la banda redujo el porcentaje de participación en las regalías del álbum, con el fin de que no se viera perjudicado el acceso del público al álbum por tratarse de un costo excesivo, que en últimas hubiese representado un fracaso comercial.

## Legado
Sandinista! fue listado en el puesto 404 en la lista de Rolling Stone de los 500 mejores álbumes de todos los tiempos.

## Lista de temas
Todos compuestos por The Clash a menos que se indique.

### Disco 1
1. "The Magnificent Seven" – 5:28
2. "Hitsville UK" – 4:20 [vocalista: Ellen Foley con Mick Jones]
3. "Junco Partner" (Bob Shad y Robert Ellen; aunque se lo acredita como "AT PRESENT, UNKNOWN" (desconocido actualmente)) – 4:53
4. "Ivan Meets G.I. Joe" – 3:05 [vocalista: Topper Headon]
5. "The Leader" – 1:41
6. "Something About England" – 3:42
7. "Rebel Waltz" – 3:25
8. "Look Here" (Mose Allison) – 2:44
9. "The Crooked Beat" – 5:29 [vocalista: Paul Simonon]
10. "Somebody Got Murdered" – 3:34
11. "One More Time" (The Clash y Mikey Dread) – 3:32
12. "One More Dub" (The Clash y Mikey Dread) – 3:34 [versión dub de "One More Time"]

### Disco 2
1. "Lightning Strikes (Not Once But Twice)" – 4:51
2. "Up in Heaven (Not Only Here)" – 4:31
3. "Corner Soul" – 2:43
4. "Let's Go Crazy" – 4:25
5. "If Music Could Talk" (The Clash y Mikey Dread) – 4:36
6. "The Sound of Sinners" – 4:00
7. "Police on My Back" (Eddy Grant) – 3:15
8. "Midnight Log" – 2:11
9. "The Equaliser" – 5:47
10. "The Call Up" – 5:25
11. "Washington Bullets" – 3:51
12. "Broadway" – 5:45 [finaliza con "The Guns of Brixton", cantada por Maria Gallagher]

### Disco 3
1. "Lose This Skin" (Tymon Dogg) – 5:07 [vocalista: Tymon Dogg]
2. "Charlie Don't Surf" – 4:55
3. "Mensforth Hill" – 3:42 [versión alternativa de "Something about England"]
4. "Junkie Slip" – 2:48
5. "Kingston Advice" – 2:36
6. "The Street Parade" – 3:26
7. "Version City" – 4:23
8. "Living in Fame" (The Clash y Mikey Dread) – 4:36 [versión alternativa de "If Music Could Talk" cantada por Mikey Dread]
9. "Silicone on Sapphire" – 4:32 [versión alternativa de "Washington Bullets"]
10. "Version Pardner" – 5:22 [versión alternativa de "Junco Pardner"]
11. "Career Opportunities" – 2:30 [cantada por Luke y Ben Gallagher]
12. "Shepherds Delight" (The Clash y Mikey Dread) – 3:25

## Créditos

### The Clash
- Joe Strummer – voz y guitarra
- Mick Jones – guitarra y voz
- Paul Simonon – bajo y voz
- Topper Headon – batería y voz

### Colaboradores
- Ellen Foley – coros y voz
- Tim Curry – voz adicional en "The Sound of Sinners"
- Mikey Dread – producción de los temas dub
- Norman Watt-Roy - bajo
- Mick Gallagher – teclado
- Tymon Dogg – violín